# Bundesrealgymnasium Kepler
Die Schule BRG Kepler, vulgo Kepler(gymnasium), offiziell Bundesrealgymnasium Keplerstraße 1 Graz, ein österreichisches Bundesrealgymnasium in Graz, ist nach dem Physiker Johannes Kepler benannt.

## Geschichte
In der Waisenhauskaserne (heute Andräschule) wurde 1872 eine siebenklassige Realschule gegründet. Im folgenden Jahr wurde die Schule wegen einer Blatternseuche für drei Wochen geschlossen. 1889 gab es erstmals Parallelklassen mit 207 Schülern im Jahr 1892. Seither gibt es ständig Parallelklassen.
Der Staat und die Gemeinde beschlossen 1896, ein neues Schulgebäude in der Keplerstraße zu erbauen. Der Architekt war Wilhelm von Rezori, der auch die Neue Universität plante. Nach vier Jahren Bauzeit wurde am 24. Oktober 1900 das neue Schulgebäude eröffnet. Nun wurden 482 Schüler unterrichtet. Der Physik-, der Chemie- und der Turnsaal wurden 1907 mit elektrischem Stromanschluss versehen. 1915 wurden Truppen in das Schulgebäude einquartiert und die Klassen wurden in das Herz-Jesu-Kloster, Joanneum und Vinzentinum ausgelagert. Aufgrund des erschwerten Unterrichts wurde das Schuljahr früher beendet. Drei Jahre später, mit dem Ende des Krieges, siedelte die Schule wieder zurück in das Schulgebäude. Aber im selben Jahr wurde die Schule wegen einer Grippe für einen Monat geschlossen. 1927 war die Anzahl der Klassen von 12 (1922) auf 16 gestiegen und nun fanden alljährlich Schikurse statt.
Nach dem Anschluss an das nationalsozialistische Reich 1938 wurde die Schule in „3. Staatliche Oberschule für Jungen“ umbenannt. Den Namen „Keplerschule“ erhielt sie 1942. Im August 1943 wurden im Keller Luftschutzräume eingerichtet und ab dem 9. Oktober musste ein andauernder Bereitschaftsdienst anwesend sein. 1944 wurden durch Bombentreffer in der Nähe Fenster zersplittert. Der Unterricht musste in die Lichtenfelsgasse (Bundesgymnasium und Bundesrealgymnasium Lichtenfels) verlegt werden. Der Schulbetrieb wurde 1945 stillgelegt und russische Truppen quartierten sich im Gebäude ein. Am 8. Oktober wurde die Schule als 3. Bundesrealgymnasium wiedereröffnet. Auch die Schulen „2. Bundesrealgymnasium“ und „3. BRG für Mädchen“ wurden in demselben Schulgebäude untergebracht. Der neue Schultyp „Lateinrealschule“ wurde 1948 eingeführt, der entweder Latein oder Französisch als zweite Fremdsprache in der 5. Klasse (= 9. Schulstufe) vorsah, und die Realschule hatte nun weniger Englischstunden, dafür wurden Mathematik und Darstellende Geometrie ausgebaut. Nach 13 Jahren Mehrfachbelegung hatte das BRG Keplerstraße das Schulgebäude ab 1958 wieder für sich allein. Im Rahmen des Schulorganisationsgesetzes wurde 1962 Gruppenunterricht auf Englisch eingeführt und die Oberstufe wurde als „Naturwissenschaftliches Realgymnasium“ bzw. „Mathematisches Realgymnasium“ geführt. Darstellende Geometrie wurde auf die 7. und 8. Klasse reduziert.
Mit dem Schuljahr 1963/1964 begann das Realgymnasium. Die Zentralheizung wurde 1964 fertiggestellt. 1967 wurde der Chor „Keplerspatzen“ gegründet. Als erste Schule Österreichs bot sie 1971 EDV-Unterricht an, damals noch als Freigegenstand. 1993 bescheinigte eine OECD-Studie dem BRG Kepler eine sehr gute Qualität. Im gleichen Jahr feierten die „Keplerspatzen“ ihr 25-Jahr-Jubiläum mit einem Festkonzert und die neuen Turnsäle wurden eröffnet. Der Dachgeschoßausbau wurde 1999 mit neuen Physik-, Chemie-, Biologie-, Informatiksälen und zwei Sälen für Bildnerische Erziehung fertiggestellt. Die Schule erhielt im Jahr 2000 als einzige in Österreich ein Observatorium. 2002 wurde die erste Schulwebsite online gestellt.

## Unterricht
Die Schule hat den Schwerpunkt Naturwissenschaften und Informatik. Es wird eine (kostenpflichtige) Nachmittagsbetreuung mit Schwerpunkten Lernbetreuung, Soziales Lernen und kreative Freizeitgestaltung angeboten.
Für den Sportunterricht stehen zwei Turnsäle zur Verfügung. Das moderne Bauwerk dieser Turnhalle liegt unter dem bespielbaren Hof und wird über Lichtbänder auch mit Tageslicht beleuchtet. Weitergehende sportliche Aktivitäten sind im Rahmen von regelmäßigen Wintersport- und Sommersportwochen möglich.

## Teilnahme an Wettbewerben
Seit dem Schuljahr 2007/2008 nehmen freiwillige Teams der Schule am Robocup teil. Die Trainingseinheiten finden in der Freizeit der Schüler statt. Doch mit dem Schuljahr 2011/2012 wird ein Wahlpflichtgegenstand „Robotik“ angeboten. Dort können die Grundlagen gelernt werden und für diese Wettbewerbe trainiert werden. 2010 gewannen die Schüler erstmals drei von vier Bewerben bei der Austrian Open in Villach. Seit 2010 haben sich jedes Jahr mindestens drei Teams für die RoboCup-Weltmeisterschaften qualifiziert; 2012 konnten dort auch Spitzenplätze errungen werden.
Seit dem Schuljahr 2008/2009 nehmen Schüler-Teams auch an der First Lego League (FLL) teil. Das BRG Kepler nimmt am Känguru der Mathematik sowie am Mathematischen Schul5Kampf teil. Auch an der Jugend-Schnellschachmeisterschaft beteiligte sich die Schule.

## Organisation
Im Schuljahr 2018/19 gab es 27 Klassen mit insgesamt circa 700 Schülerinnen und Schülern. An der Schule arbeiteten 79 Lehrer. Franz Riegler leitet seit Herbst 2012 das Gymnasium als Nachfolger von Wolfgang Pickl.

## Besonderheiten
Das BRG Kepler verfügt als einzige Schule in Österreich über eine fix installierte Sternwarte. Sie wurde im Jahr 2000 in Betrieb genommen und ist hauptsächlich für die Nutzung durch die Schüler vorgesehen. Es werden aber auch öffentliche Führungen und Vorträge (nach Absprache) durchgeführt. Im April 2009 fand anlässlich des Internationalen Astronomiejahres 2009 eine Festveranstaltung 400 Jahre Astronomie: Ein Fest für Johannes Kepler mit Vorträgen, Theater, Chormusik und Lesungen von Originaltexten Johannes Keplers statt.
Im so genannten Keplerraum ist ein ständiges Museum zu Johannes Kepler eingerichtet, welches unter anderem ein begehbares, verspiegeltes Ikosaeder und eine Laser-Planeten-Harfe enthält. Sowohl die Schulsternwarte als auch der Keplerraum sind seit 2009 Veranstaltungsteilnehmer bei ORF-Lange Nacht der Museen. Der 1968 gegründete Schulchor Grazer Keplerspatzen genießt durch Auftritte im In- und Ausland einen hohen Bekanntheitsgrad. Durch diesen Chor wurde die Schule auch mit dem Steirischen Schulpreis Meistersinger 2011, 2012 ausgezeichnet.

## Bekannte ehemalige Schüler
- Karlheinz Böhm (1928–2014), Schauspieler
- Christopher Drexler (* 1971), Politiker
- Herbert Edelsbrunner (* 1958), Informatiker und Mathematiker
- Michael Fuchs (1972–2011), Fußballtrainer
- Barbara Riener (* 1962), Politikerin
- Gerhard Roth (1942–2022), Schriftsteller
- Clemens J. Setz (* 1982), Schriftsteller
- Dieter Stichler (* 1972), Bankier